# Comisaría 5.ª de La Plata
En la Comisaría 5.ª de La Plata ubicada en Diagonal 74 entre Calles 24 y 64 de La Plata, ciudad capital de la provincia de Buenos Aires, funcionó entre abril de 1976 y febrero de 1978 un centro clandestino de detención que dependía de la Jefatura de Policía de la Provincia de Buenos Aires, bajo el mando del entonces Coronel Ramón Camps, y de la Dirección General de Investigaciones a cargo de Miguel Etchecolatz e integraba el Circuito l de Campos Clandestinos de Detención, dentro del Área 113.

## Descripción
En el informe Nunca Más se hace la siguiente descripción de este CCD:

“Se ingresa por un portón desde la Diagonal 74. Hacia el fondo del predio se encuentra la sección detenidos que se compone de una galería, a la derecha de la cual está el cuarto de guardia. Sigue una puerta de chapa con rejas que da a un pasillo con pileta adonde desembocan cuatro celdas pequeñas y un baño. A la misma galería dan: una celda larga, otra de igual extensión pero mucho más ancha y un espacio con pileta donde desembocan un retrete y otra celda. Las celdas son oscuras, frías y húmedas.”

El centro clandestino de detención funcionó en forma simultánea con las actividades normales de la comisaría. El personal que vigilaba a los secuestrados vestía uniforme de la Policía de la Provincia de Buenos Aires y alternaba esas funciones con las tareas de oficina y atención al público. Los secuestrados estaban alojados en calabozos normalmente destinados al alojamiento de presos comunes. En las oficinas de adelante funcionaba la comisaría en forma normal y en la parte de atrás estaba el centro clandestino de detención separado de aquella solo por un patio, en donde muchas víctimas fueron estaqueadas o atadas. 
A la izquierda del patio, mirando desde la puerta de entrada de la Comisaría, había cuatro calabozos. En el primero se alojaban las mujeres, tenía una puerta de rejas cubierta a medias por una chapa de hierro que dejaba libre la parte superior y la inferior, era un recinto rectangular de alrededor de 6 metros de largo por 2 de ancho que tenía una claraboya en el techo. Sobre la pared opuesta a la puerta de entrada había cinco calabozos pequeños (2 m por 1) con puertas de hierro en uno de los cuales había una letrina. Las puertas de los calabozos pequeños estaban abiertas durante el día y  las secuestradas podían estar en el resto del recinto con la venda de los ojos baja lo que les permitía verse entre ellas y también observar, sin ser vistas, a través de agujeros pequeños que tenía la chapa que cubría la puerta lo que ocurría en el patio. Cuando detectaban por el ruido y porque podían ver los pies que alguno de los guardias se acercaba, debían ingresar a sus celdas, subirse la venda de los ojos y atarse las manos atrás y permanecer sentadas en el piso y en silencio.
El último calabozo no daba directamente al patio, sino que se accedía a él pasando por un cuarto que hacía las veces de baño: tenía un lavatorio, una letrina y un agujero en la pared a dos metros de altura que funcionaba como ducha, de donde salía un hilo de agua fría. Este cuarto tenía una ventana pequeña que daba al patio y estaba separado del calabozo por una puerta de hierro con mirilla. A este baño eran llevadas las prisioneras, de a tres, y mientras una se bañaba, la segunda vigilaba el patio por la ventana y la tercera podía comunicarse a través de la mirilla con los hombres alojados en el calabozo.
La “patota" de la que cual dependían los detenidos concurría aproximadamente una vez por semana y tomaba lista solamente a una parte de los detenidos, a los cuales se les aplicaban torturas que eran conocidas y presenciadas por los policías de la comisaría. Los restantes dependían de otros grupos operativos.
El centro ubicado en la Comisaría 5.ª fue utilizada simultáneamente como depósito de prisioneros y como centro de torturas y de extermino. En este lugar de detención se vio por última vez a muchas personas que hoy continúan en situación de desaparecidas, entre ellas: Susana Falabella, Inés Ortega de Fossatti, Jorge Bonafini, Lidia Fernández.
En la Provincia de Buenos Aires del entonces Coronel Camps dependían más de veinte campos de concentración, la mayoría de ellos ubicados en el Gran Buenos Aires y en la ciudad de La Plata que eran utilizados por diferentes grupos operacionales (grupos de tareas) independientes entre sí que, incluso, podían actuar en una misma zona y utilizar, en algunos casos, los mismos centros clandestinos de detención.

## Investigación judicial

### Detenciones y procesamientos
La causa penal con la investigación por los crímenes vinculados a la represión ilegal ocurridos en este centro clandestino de detención se inició en mayo de 2002 y en diciembre de ese año el fiscal Crous pidió se ordenara la detención y llamado a declaración de 62 presuntos represores y también solicitó la invalidez e inconstitucionalidad de las leyes de impunidad. Entre las pruebas aportadas se contaba  el Trabajo de Recopilación de Datos elaborado por la Asociación de Ex Detenidos Desaparecidos (AEDD).
En primera instancia el juez Arnaldo Corazza se declaró incompetente pero al resolver la apelación del fiscal y la querella la Cámara Federal declaró que, en principio, correspondía intervenir a los tribunales federales de esa jurisdicción por lo que el magistrado debía continuar instruyendo la causa.
En septiembre de 2004, la Unidad Fiscal Federal pidió que también fuera detenida la cúpula de la Policía provincial durante la dictadura: el exdirector de Seguridad, Rodolfo González Conti; el exdirector de Investigaciones, Miguel Etchecolatz; los ex subjefes de Policía, Rodolfo Campos y Reynaldo Tabernero; y el extitular de la comisaría 5.ª, Osvaldo Sertorio.
Sus detenciones se efectivizaron dos meses después y en el auto de prisión preventiva, el juez les imputó la privación ilegal de la libertad y las torturas a los detenidos-desaparecidos de la comisaría 5.ª, en el período en el que cual ocuparon esos cargos. En enero de 2005 se les concedió el arresto domiciliario, salvo a Etchecolatz, que cumplía en la cárcel de Villa Devoto su condena en la "causa Camps". En abril, fue detenido el ex chofer de Etchecolatz, Hugo Guallama, y en julio el policía Carlos "El Oso" García, acusados ambos por su participación en el operativo realizado el 24 de noviembre de 1976 contra la casa de calle 30 entre 55 y 56 de los Mariani-Teruggi, en el que fueron muertas cuatro personas y secuestrada la niña Clara Anahí Mariani, hija de Diana Teruggi, hecho por el cual fue condenado Etchecolatz a reclusión perpetua el 19 de septiembre de 2006.
De las más de 30 personas cuya detención e indagatoria solicitó el fiscal, 2 fallecieron y 9 fueron procesadas, de las cuales 3 se encuentran en cárcel común, mientras los restantes están excarcelados o sujetos a la modalidad de prisión domiciliaria.
Abuelas de Plaza de Mayo afirmó que diez embarazadas y cinco niños habrían estado detenidos en condiciones de clandestinidad y diversos testimonios agregados a la causa indican que a lo menos dos partos se llevaron a cabo en la Comisaría.

### Partes querellantes
En una primera etapa se presentaron como querellantes en estos obrados: Abuelas de Plaza de Mayo, Asamblea Permanente por los Derechos Humanos de La Plata, Asociación Anahí, Asociación de Ex Detenidos Desaparecidos y la Liga por los Derechos del Hombre. Posteriormente también lo hicieron en el mismo carácter: Federación Universitaria de La Plata, Asociación de Docentes Universitarios de La Plata, Asociación de Trabajadores de la Universidad Nacional de La Plata, Movimiento Ecuménico por los Derechos Humanos, Central de Trabajadores de la Argentina, la Secretaría de Derechos Humanos de la Nación, además de querellantes particulares.

### Diligencias probatorias
La Cámara Federal de La Plata que entre agosto de 1999 y septiembre de 2000, convocó a declarar a más de 30 policías que trabajaron en la comisaría 5.ª de La Plata durante la dictadura militar. 
En el marco de ese juicio se realizó  el 14 de agosto de 2006 una inspección ocular en dicha comisaría con el testigo –desaparecido el 18 de septiembre de 2006- Jorge Julio López, quien reconoció algunos de los lugares donde estuvo cautivo y dio detalles sobre la distribución de las celdas que alojaban a los detenidos. En la misma oportunidad el Tribunal secuestró el libro de guardia de la comisaría donde figuran los detenidos entre 1975 y 1987, para determinar si en el mismo se volcaban los datos de detenidos comunes o de los presos políticos.